# カー・スミス
カー・スミス(Kerr Smith ,1972年3月9日 - )は、アメリカ合衆国ペンシルベニア州出身の俳優。

## 主な出演作品
- ドーソンズ・クリーク Dawson's Creek (1998-2003) テレビシリーズ
- ファイナル・デスティネーション Final Destination (2000)
- ヴァンパイア・ハンター THE FORSAKEN (2001)
- 緊急逃亡 Pressure (2002)
- クルーエル・インテンションズ3 CRUEL INTENTIONS 3 (2004)
- チャームド〜魔女3姉妹〜 Charmed (2004-2005) テレビシリーズ
- CSI:ニューヨーク CSI:NY (2007)テレビシリーズ
- 弁護士イーライのふしぎな日常 ELI STONE (2008-2009) テレビシリーズ
- ブラッディ・バレンタイン MY BLOODY VALENTINE (2009)
- ファイナル・デッドブリッジ Final Destination 5 (2011)